# 三宮ターミナルホテル
三宮ターミナルホテル（さんのみやターミナルホテル、英称：SANNOMIYA TERMINAL HOTEL）は、かつて兵庫県神戸市中央区の三宮ターミナルビル内に所在したホテルである。

## 概要
1981年（昭和56年）3月に開業。阪神・淡路大震災後の1995年（平成7年）10月1日に改装した。
JR三ノ宮駅に直結する三宮ターミナルビル内にある。
周辺には私鉄各線の三宮駅が存在し交通アクセスの利便性は高い。
また、同ビル内にある三宮オーパをはじめ、三ノ宮駅から地下街「さんちか」を介してそごう神戸店や三宮センター街と、また歩道橋を介してミント神戸とつながっており、近隣には他にも神戸マルイなどの商業施設が充実している。
かつて、JRホテルグループに属するホテルは「○○ターミナルホテル」という屋号で営業していたが、90年代から他のホテルが「ホテルグランヴィア○○」などに変更する中、全国で唯一、従来のまま「○○ターミナルホテル」という屋号で晩年まで営業を続けていた。
耐震改修促進法の改正を受け耐震診断を行ったところ、三宮ターミナルビルの耐震性能が不足していることが判明したため、三宮ターミナルビルの閉館に先駆け2017年（平成29年）12月31日に閉業した。
三宮ターミナルビルは2018年（平成30年）3月に閉館し、2019年に解体工事が開始された。

## 交通アクセス
- 西日本旅客鉄道（JR西日本）三ノ宮駅直結。
- ポートライナー 三宮駅、神戸市営地下鉄 三宮駅、 阪急電鉄 神戸三宮駅、阪神電気鉄道 神戸三宮駅下車、徒歩3分。